# Rimae Hevelius
Le Rimae Hevelius sono una struttura geologica della superficie della Luna.